# Hero/Heroine
Hero/Heroine — перший сингл американського поп-панк гурту Boys Like Girls. Сингл вийшов у 2006 році. Але також перевиданий 11 грудня 2007 року. Також було знято 2 відеокліпи на пісню (відповідно 2006 і 2007 року). 2009 року сингл був визнаний золотим асоціацією R.I.A.A..

## Відео
Існують дві версії відеокліпу на сингл «Hero/Heroine». У першому відео (2006), група виступає в своєму номері, в той час, як відбувається розбійний напад на ресторан. У другому відео синглу, коли він був перевиданий (2007), Мартін Джонсон прогулюється навколо Бостона разом зі своєю дівчиною, а інших музикантів не показано. В кінці відео, показано гурт на концерті, під час виступу перед шанувальниками.

## Чарти
| Chart (2008)           | Позиція |
| ---------------------- | ------- |
| U.S. Billboard Hot 100 | 43<     |
| U.S. Billboard Pop 100 | 22      |

## Фільми
У 2009 році пісня прозвучала у фільмах «Захоплення підземки 123» та «Spectacular!».